# Frank Wiedemann
Frank Wiedemann (* 1973 in Karlsruhe) ist ein deutscher Musiker und Betreiber der Musiklabel Innervisions und Bigamo Musik. Er ist Mitglied der Projekte Âme, A Critical Mass, Schwarzmann und Howling.

## Leben
Wiedemann begann Ende der 1980er Jahre als Musiker bei verschiedenen Rock- und Jazzbands sowie später als DJ in Karlsruhe. Er war zudem als Grafiker tätig.
Ende der 1990er Jahre entstanden erste Stücke elektronischer Musik aus eigener Produktion. Im November 2001 wurde gemeinsam mit Stefan Lechner unter dem Namen Soul FC Tranespotting bei Compost Records veröffentlicht.
Seit 2001 bildet er mit Kristian Beyer das Duo Âme. 2002 erschienen ihre ersten Veröffentlichungen auf Sonar Kollektiv. Gemeinsam mit Kristian Beyer, sowie Dixon gründete er 2006 das Musiklabel Innervisions. Als Âme veröffentlichte er zahlreiche Singles, EPs und Remixe – unter anderem Rej in 2005 und Howling (Âme Remix) in 2012.
2009 tourte er ein Jahr als A Critical Mass zusammen mit Kristian Beyer, Henrik Schwarz und Dixon. Unter anderem vertonten sie zusammen den Film Das Cabinet des Dr. Caligari im Rahmen des Jetztmusik Festival (später u. a. im The Roundhouse in London im Rahmen des Projekts Ron Arads Curtain Call aufgeführt) und stellten mit The Grandfather Paradox eine genre-übergreifende Compilation auf BBE Records zusammen. Aus dieser Zusammenarbeit entstand 2011 das Projekt Schwarzmann mit Henrik Schwarz. Die Musik des bisher ausschließlich live in Erscheinung tretenden Duos basiert auf freier Improvisation mit dem Ursprung im House- und Technokontext. Im Amsterdamer Musikclub Trouw und beim XJazz Festival in Berlin 2016 wurde außerdem zum „Schwarzmann Soirée“ mit vielen Gastmusiker (u. a. Bugge Wesseltoft, Kahil El’Zabar, Ben Westbeech, Pat Thomas, Robert Owens) zu einer mehrstündigen Jam-Session geladen.
Im Jahr 2012 gründete er mit dem australischen Musiker und Sänger Ry X die Band Howling. Nach Auftritten beim Sónar, Lowlands Festival, Pukkelpop sowie in der Berliner Panorama Bar erschien 2015 das Album Sacred Ground über Monkeytown Records und Ninjatune.
2013 komponierte und produzierte er zusammen mit Marcel Dettmann Musik für das von Arte produzierte Techno-Ballett „Masse“ im Berghain mit einer Choreographie von Nadja Saidakowa und einem Bühnenbild des Malers Norbert Bisky. Die Remixe erschienen später auf Ostgut Ton.
Seit 2014 remixte er u. a. für Grönland Records den irischen Singer Songwriter I Have A Tribe mit dem Stück Yellow Raincoats und 2016 erschien mit Moorthon EP die erste Solo-Maxi auf Innervisions.
Als Live-Musiker trat er zumeist unter dem Pseudonym Âme (Live) weltweit auf – in Clubs wie dem Robert Johnson oder dem Berghain aber auch bei großen Raves wie Melt!, Time Warp, Tomorrowland und Monegros. Bei Umfragen der Musikzeitschrift Groove oder der Online-Plattform Resident Advisor landete er mehrfach unter den ersten drei Plätzen der besten Live-Acts. Seine Live-Auftritte beinhalten einen großen Anteil an Improvisation. Seit 2018 ist er auch Teil des Projekts Circle Of Live von Sebastian Muallert, das u. a. im Berliner Funkhaus gastiert hat.
Seit 2015 kuratiert er gemeinsam mit Ry X die Musik für das jährliche „Sacred Ground Festival“ in der Uckermark.
Im Jahr 2017 gründete er das Musiklabel Bigamo Musik.
Bei der Berlinale 2018 wurde der Film Symphony of Now uraufgeführt, für den er den Soundtrack zusammen mit Musikern aus der Berliner Elektronikszene komponiert und produziert hat.
Die Musik entstand auf Grundlage des Stummfilmklassikers Sinfonie der Großstadt von Walter Ruttmann aus dem Jahre 1927. Zu jedem der 5 Akte lud Wiedemann Musiker in sein Studio. Gemeinsam schrieben und spielten sie die Musik, die später dem Regisseur Johannes Schaff als Soundtrack für seine Bilder zum Berlin des Jahres 2017 dienten.
Im September 2018 trat er im Rahmen eines Innervisions Abends in der Royal Albert Hall in London auf. Als Gäste kamen Matthew Herbert und Gudrun Gut zu ihm auf die Bühne.
Für die Eröffnung der Kulturhauptstadt Esch-sur-Alzette war Wiedemann gemeinsam mit Mathew Herbert Musikalischer Direktor der Eröffnungsveranstaltung.

## Diskografie (Auswahl)
EP
- 2016: Moorthon EP[9]
- 2020: Granville EP[10]

Soundtrack
- 2018: Symphony of Now (Original Motion Picture Soundtrack) ft. Hans-Joachim Roedelius, Samon Kawamura, Gudrun Gut, Thomas Fehlmann, Modeselektor, Alex.Do

Remixe
- 2013: Howling – Shortline (Frank Wiedemann Remix)
- 2014: Alex Banks – A Matter Of Time (Frank Wiedemann Remix)
- 2014: Kalabrese – Stone On Your Back (Frank Wiedemann Remix)
- 2014: Alex Barck – Oh Africa (Frank Wiedemann Remix)
- 2015: Tiefschwarz – Do Me (Frank Wiedemann Orchestra Remix)
- 2015: I Have A Tribe – Yellow Raincoats (Frank Wiedemann Remix)
- 2015: The Legendary Lightness – Hey Ron (Frank Wiedemann Remix)
- 2016: Petar Dundov – The Lattice (Frank Wiedemann Remix)
- 2017: Toydrum – God Song (Frank Wiedemann Remix)
- 2020: Al Pagoda – Steel (Frank Wiedemann Remix)
- 2022: WhoMadeWho – Silence & Secrets (Frank Wiedemann Version)
- 2022: Rhye – Holy (Frank Wiedemann Remix)
- 2022: Lea Porcelain – Choirs To Heaven (Frank Wiedemann Remix)

Studioalben mit Howling
- 2015: Sacred Ground[11]
- 2020: Colure[12]

Studioalbum mit Âme
- 2018: Dream House[13]

Kollaborationen
- 2010: Tête (I:Cube & Frank Wiedemann) – Rotor EP[14]
- 2012: Marcus Worgull & Frank Wiedemann – Muwekma
- 2012: Ry & Frank Wiedemann – Howling[15]
- 2013: RY X & Frank Wiedemann pres. The Howling – Shortline EP[16]
- 2013: Marcel Dettmann & Frank Wiedemann – Menuett Masse[17]
- 2014: Marcel Dettmann & Frank Wiedemann – Masse Remixes II[18]
- 2019: Frank Wiedemann & Roman Flügel – Tears on the Dancefloor (Transmoderna EP)[19]
- 2020: WhoMadeWho & Frank Wiedemann – Dream Hoarding; Peter Pan Me (Synchronicity)
- 2020: Schwarzmann, Henrik Schwarz, Frank Wiedemann – Octave Two
- 2022: Frank Wiedemann & Trikk – Ponto (DGTL Compilation); Bruto (Secret Weapons Part 14 III/VI)
- 2022: Frank Wiedemann & Roman Flügel – Karmadonut (Drum Poet Compilation)